# تولیدو (اورگن)
تولیدو (به انگلیسی: Toledo) شهری در شهرستان لینکلن ایالت اورگن است و در سرشماری سال ۲۰۱۱ میلادی، ۳٬۴۶۵ نفر جمعیت داشته که نسبت به سال ۲۰۱۰، ۰٫۵۸ درصد رشد جمعیت داشته‌است.

## موقعیت جغرافیایی
موقعیت جغرافیایی شهرها و مناطق اطراف به شرح زیر است: